# أكسيد

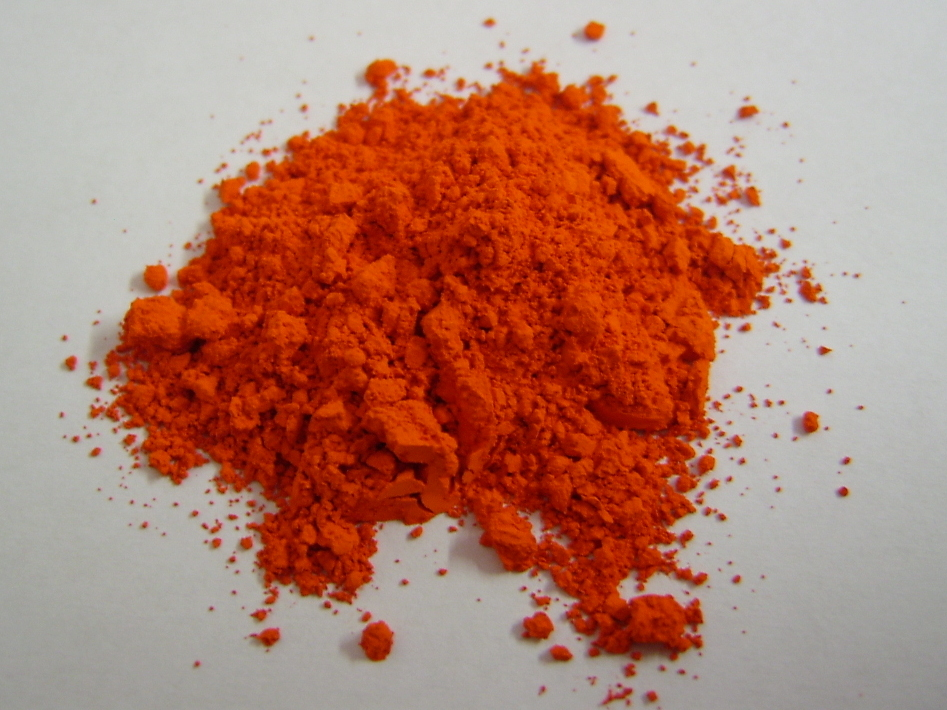
أحمر الرصاص ،اكسيد الرصاص (الثاني والرابع)

الأكسيد هو مركب كيميائي للأكسجين مع عنصر كيميائي آخر. معظم القشرة الأرضية تتكون من أكاسيد. تتكون الأكاسيد من تفاعل العناصر مع الهواء، مثلا أكسدة فلز النحاس تعطي أكسيد النحاس الثنائي.
أيون الأكسيد السالب 2−O، هو القاعدة المترافقة لأيون الهيدروكسيد −OH، ويصادف ملاقاته في الأكاسيد الأيونية مثل أكسيد الكالسيوم.
هناك أكسيد تتفاعل مع ألماء

## الأكاسيد المعدنية
{\displaystyle \mathrm {2\ Cu(NO_{3})_{2}\longrightarrow 2\ CuO+4\ NO_{2}+\ O_{2}} }
{\displaystyle \mathrm {CuCO_{3}\longrightarrow CuO+CO_{2}} }
{\displaystyle \mathrm {Cu(OH)_{2}\longrightarrow CuO+H_{2}O} }
أكسيد ف(ف يحل محله اسم للعنصر فلزي)
 الأمثلة  :
Na2O: أكسيد الصوديوم وMgO : أكسيد المغنيسيوم.

## الأكاسيد اللامعدنية
لمعرفة الاسم يجب حساب العلاقة بين عدد ذرات الأكسجين وعدد ذرات العنصر اللامعدني وإضافة البادئة المناسبة للعلاقة: ذرات أكسجين على ذرات العنصر اللامعدني
| العلاقة O/NM | البادئة باللاتينية | البادئة بالعربية |
| ------------ | ------------------ | ---------------- |
| 1/2          | Hémi               | نصفي             |
| 1            | Mono               | أحادي            |
| 3/2          | hémitri ou sesqui  | ضعف ثلثي         |
| 2            | di                 | ثنائي            |
| 5/2          | hémipent           | ضعف خمسي         |
| 3            | tri                | ثلاثي            |
| 7/2          | hémihept           | ضعف سبعي         |
| 4            | tétra              | رباعي            |
| 5            | pent               | خماسي            |

أمثلة :
Cl2O :أكسيد كلور النصفي{ ناتج العلاقة= 1/2.
2O3 : أكسيد الفوسفورالضعف ثلثي{ ناتج العلاقة=3/2.
P2O5 :أكسيد الفؤسفور الضعف خمسي{ ناتج العلاقة=5/2.

## الروابط مع مفهومأكسدة
منشأ مفهوم الأكسدة راجع إلى :
- السلبية الكهربائية الكبيرة للأكسجين
- لكون الأكسجين العنصر الأكثر شيوعا على الأرض.

حين يتم اتحاد بين عنصر ما والأكسجين يكون انتقال الإلكترونات بشكل كامل حتى يحصل العنصر على شحنة يعادل 2e-.عدد أكسدة العناصر يعتمد على شحنة الكاتيون المحصل عليها لتحقيق هذا الشرط.

## الاستخدامات

### كمواد
بعض الأكاسيد التي لها العديد من الخصائص مثل :
- شبه-الموصلات : FeO
- فائقة التوصيل : أكسيد النحاس الثالث YBa2Cu3O7
- مقاومات :CeO2 (درجة انصهار فوق 3000 درجة مئوية)، والألومينا، MgO
- محفزة : الألومينا (Al2O3)، الزيوليت القائم SiO2، وأكاسيد البلاتين.
- من المواد المركبة في :السيراميك والأسمنت والنظارات : وخاصة SiO2 في السيليكا والزجاج والحجر الجيري CaCO3 في الاسمنت.
- ملونات :TiO2 طلاء أبيض ومختلف اكاسيد الكرروم للزجاج.
- الطاقة النووية : تستخدم الوقود في صورة أكاسيد لأنها أكثر قابلية للإدارة في هذا الشكل (اليورانيوم يتفاعل تلقائيا مع الهواء في درجة حرارة معينة)

### في تفاعلات كيميائية
1. تحضير الفلزات(المعادن) :

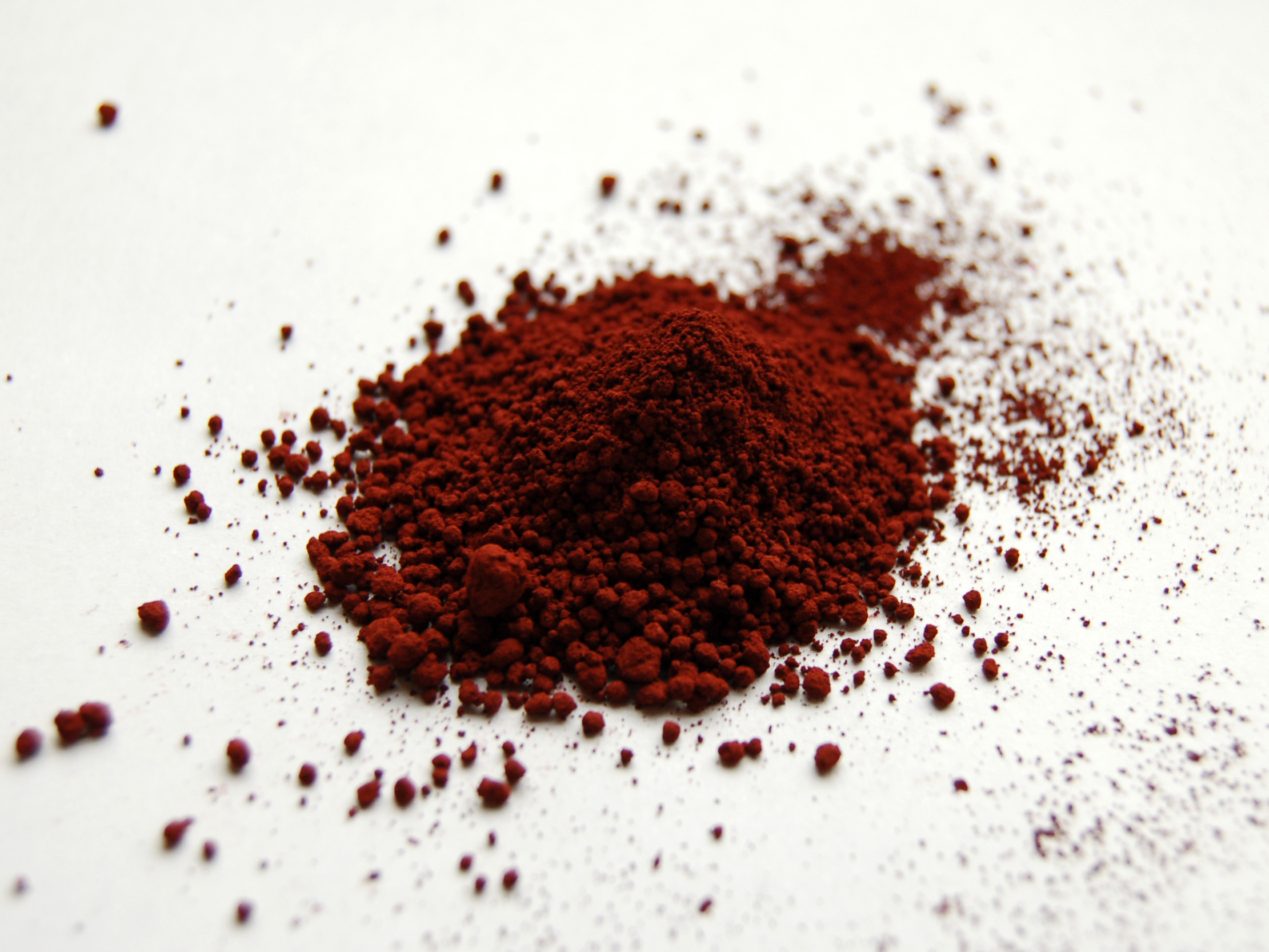
أكسيد الحديد

  - حديد بواسطة Fe2O3 et Fe3O4 (انظر فولاذ)
  - الألومنيوم من الألومينا
  - الهيدروجين انطلاقا من الماء
  - والعديد من الفلزات مثل اليورانيوم، والتنغستن، والموليبدينوم، والقصدير، والتيتانيوم (المرور من TiCl4), والسيليسيوم.
2. تفاعلات في الكيمياء العضوية :
  - تفاعلات لإضافة مواد عضوية معدنية إلى CO2 أو كيتون
  - تفاعل مع SO3 لإنتاج السلفونات.
  - أكسدة ب MnO4-, CrO3
  - الجفاف ب P2O5
  - تحفز، خصوصا بالألومينا والزيوليت
3. الكيمياء المعدنية :
  - مع الماء لإنتاج الحموض الأكسجينية مثل SO3 + H2O → H2SO4
  - إنتاج قواعد قوية Na2O
  - عوامل المؤكسدة / الناقل الأوكسجين : أكاسيد النيتروجين حامض النيتريك البرمنغانات مركب متبلر, البركلورات (انظر المتفجرات)
  - ملونات الألعاب النارية (اكاسيد معدنية)
4. علم الأحياء:
  - حامض الفوسفوريك من اصل اكسيد الفوسفور يلعب دورا مهما كعنصر من تركيبة جزيئة الحمض النووي وناقل للطاقة كالأدينوساين

## معرض صور

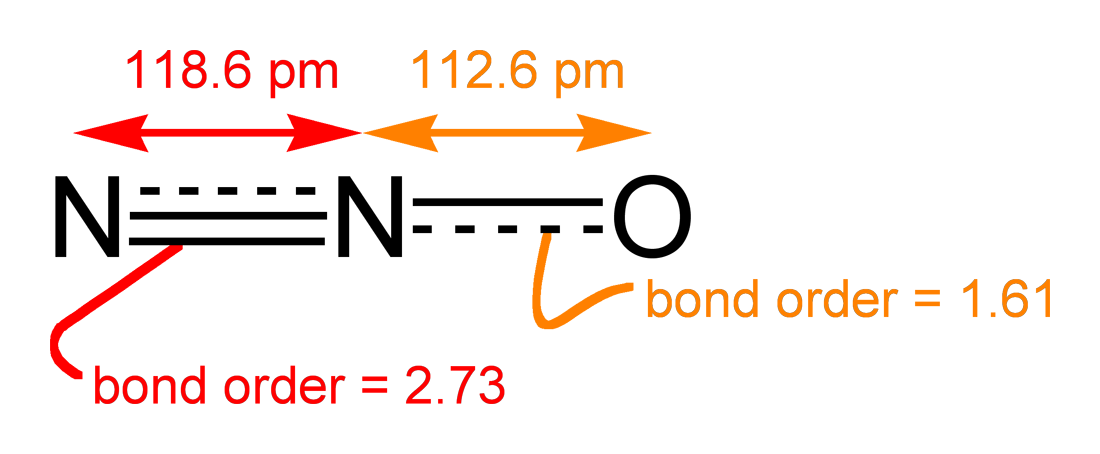

## اقرأ أيضاً
- حالة الأكسدة
- عدد الأكسدة
- تكافؤ
- دون أكسيد
- معدن أكسيدي
- أكسيد حمضي
- أكسيد قاعدي